# Czartowczyk
Czartowczyk [pronunciación en polaco: /t͡ʂarˈtɔft͡ʂɨk/] es un pueblo ubicado en el distrito administrativo de Gmina Tyszowce, dentro del Condado de Tomaszów Lubelski, Voivodato de Lublin, en Polonia oriental. Se encuentra aproximadamente a 9 kilómetros al suroeste de Tyszowce, a 20 kilómetros  al noreste de Tomaszów Lubelski, y a 104 kilómetros al sureste de la capital regional Lublin.